# Interceptor
Interceptor (Mad Max) è un film del 1979 co-scritto e diretto da George Miller, al suo debutto alla regia di un lungometraggio.
È il primo film della saga di Mad Max. L'attore Mel Gibson, qui nella parte del protagonista Max Rockatansky, fu lanciato da questo film. La pellicola, malgrado il basso costo di produzione, riscosse un enorme successo mondiale, diventando la prima di una serie, seguito da: Interceptor - Il guerriero della strada (1981), Mad Max oltre la sfera del tuono (1985), Mad Max: Fury Road (2015) e Furiosa: A Mad Max Saga (2024).

## Trama
In un'Australia distopica di un futuro non troppo lontano, le riserve di energia incominciano a scarseggiare. Le outback australiane sono popolate da piccole comunità che vivono relativamente in pace. Ciò nonostante, le strade sono in balìa di criminali psicopatici, contrastati da una speciale task force della polizia federale australiana detta Main Force Patrol, che cerca di mantenere la legge e l'ordine.
Il folle teppista Crawford "Nightrider" Montazano ruba una V8 Interceptor, la più potente macchina della MFP, ma si schianta contro dei barili infiammabili e muore al termine di un inseguimento con l'agente scelto Max Rockatansky. La gang di motociclisti di cui faceva parte Nightrider, guidata da Bubba Zanetti e dallo spietato "Toecutter", giunge in città per vendicare il compagno caduto; i membri si mettono a devastare negozi e a stuprare giovani coppie. Nessuno osa farsi avanti per fermarli e vista l'inefficacia dei pochi giudici rimasti, il collega di Max Jim "Goose" Rains è determinato a fare qualcosa. Goose diventa il bersaglio della gang e Toecutter, dopo averlo buttato fuori strada, ordina al suo pupillo Johnny di bruciarlo vivo.
Sconvolto da ciò che è successo al collega, Max decide di portare in vacanza la moglie Jessie e suo figlio infante per allontanarsi dal caso. Purtroppo Jessie viene pedinata dalla gang di Toecutter mentre si era allontanata dal marito, ma riesce a scappare mozzando accidentalmente la mano a uno dei motociclisti. Max tenta così di mettere Jessie al sicuro portandola alla casa della sua anziana amica May, ma i motociclisti li raggiungono. Uccidono il loro cane in una pineta facendo allontanare Max e nonostante May tenti di fermare i teppisti, Toecutter e la sua gang travolgono spietatamente Jessie, che viene gravemente ferita, e il figlio, che muore sul colpo.
Assetato di vendetta, Max si rimette addosso la divisa da agente MFP e a bordo di una V8 Interceptor rubata dalla stazione MFP, che è stata precedentemente migliorata con un motore molto più potente, massacra così tutti i membri della gang facendoli schiantare. Si arriva così alla resa dei conti: nello scontro che segue Max viene ferito alla gamba sinistra ma riesce a uccidere Bubba sparandogli in testa e a provocare la morte di Toecutter, facendolo travolgere e finire schiacciato da un camion in arrivo dalla corsia opposta.
Nel finale, Max trova Johnny mentre deruba un guidatore che ha appena ucciso e lo ammanetta al rottame che perde carburante per poi lasciargli la possibilità di amputarsi la gamba ammanettata se vuole salvarsi prima che il carburante prenda fuoco ed esploda. Johnny così salta in aria, mentre l'ex-poliziotto viaggia nel deserto sulla Interceptor verso un destino incerto in cui già si intravede, come in una precognizione, l'apocalisse nucleare.

## Produzione

### Sviluppo
George Miller, lavorando come medico in un pronto soccorso di Sydney, ebbe l'occasione di vedere dal vivo molti tipi di ferite e di morti violente, che vennero successivamente inserite nel film. Crescendo nel Queensland rurale aveva anche avuto l'occasione di assistere a numerosi incidenti stradali e da adolescente perse in vari incidenti tre dei suoi amici.
Durante questo periodo, Miller incontrò il regista esordiente Byron Kennedy durante un corso estivo di cinema nel 1971: dalla loro collaborazione nacque un cortometraggio, Violence in the Cinema, Part 1, che fu mostrato in numerosi festival cinematografici ottenendo anche diversi premi. Otto anni dopo, il duo produsse Mad Max, lavorando con lo sceneggiatore esordiente James McCausland (che appare in un breve cameo nel film).
Miller voleva che Mad Max fosse un film muto ma gli altri produttori non volevano, così l'idea saltò. Vennero invece inserite scene frenetiche, come quelle dei film di Buster Keaton e Harold Lloyd, e una narrazione molto lineare. Il regista inoltre pensò di ambientare la storia in un cupo futuro distopico, credendo in questo modo di rendere lo scenario violento del film più credibile allo spettatore. McCausland aggiunse l'elemento della crisi energetica nel film, ricordandosi degli effetti della crisi energetica del 1973 sulle bande di motociclisti australiane:
(James McCausland in un articolo del The Courier-Mail nel 2006.)
Kennedy e Miller sottoposero il film a Graham Burke della Village Roadshow Pictures, che si dichiarò entusiasta del progetto. Tuttavia gli altri produttori erano incerti se appoggiare Burke, poiché, a detta loro, non sarebbero riusciti a trovare i fondi per produrre la pellicola: secondo Kennedy, il problema fu che "i produttori australiani facevano film artistici, e le altre corporazioni e commissioni non potevano che supportarli".

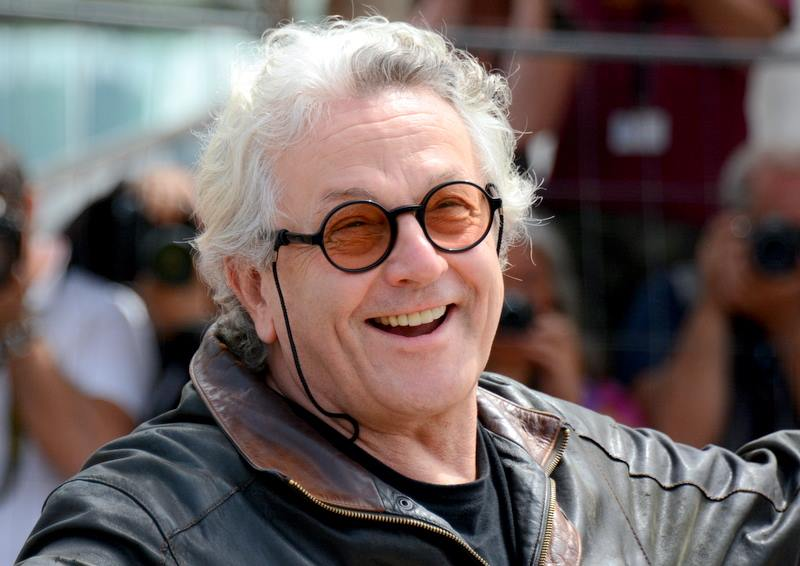
Il regista George Miller.

I due scrissero allora una presentazione del film in circa 40 pagine e la fecero circolare in lungo e in largo, fino ad ottenere la somma necessaria. Per fare ciò, Kennedy e Miller fecero anche tre mesi ininterrotti di chiamate d'urgenza per il pronto soccorso, con Kennedy che guidava l'auto, mentre Miller prestava aiuti medici sul retro. A detta di Miller, il budget alla fine ammontava a una cifra tra i 350 000 e 400 000 dollari, mentre altre fonti riportano un costo ridotto di circa 200000 $, tanto da far considerare il film un film di seconda serie. Il fratello di George, Bill Miller, entrò nel progetto come produttore associato.

#### Cast
Miller aveva pensato per il ruolo del protagonista ad un attore degli Stati Uniti, così da rendere la distribuzione del film "più ampia possibile" e viaggiò fino a Los Angeles, ma infine rinunciò all'idea poiché "l'intero budget sarebbe stato utilizzato per pagare un qualsiasi attore statunitense degno di questo nome". Venne deciso quindi di formare il cast con attori poco conosciuti. La prima scelta di Miller per il ruolo di Max era l'attore di origini irlandesi James Healey, che al momento era in cerca di un ingaggio. Dopo aver letto il copione, tuttavia Healey rifiutò la parte, trovando i dialoghi del suo personaggio "poco accattivanti".
Il direttore del casting Mitch Matthews cercava per il film giovani neo-diplomati al National Institute of Dramatic Art, specificando ai professori del NIDA di volere specificamente dei "giovani ragazzi con i capelli a punta". Mel Gibson, allora apparso solo nel film australiano del 1976 Summer City - Un'estate di fuoco capitò quasi per caso nel ruolo del protagonista Max, dato che doveva solo accompagnare l'amico e compagno di corso di recitazione Steve Bisley all'audizione. Il caso volle che la sera prima Gibson fosse rimasto coinvolto in una rissa, e si presentò con un occhio tumefatto e un aspetto "da duro". I produttori lo videro e gli dissero di ripresentarsi perché erano alla ricerca di freak. Ripresentatosi, stavolta senza lividi, non venne riconosciuto, ma il look parve giusto per interpretare l'eroe del film, ossia un uomo comune spinto a scelte estreme a causa degli eventi, e il ruolo divenne suo. Firmò un contratto che prevedeva il pagamento alla buona riuscita del film, e lui accettò convinto comunque nelle potenzialità della pellicola. Bisley ottenne invece la parte di Jim "Goose" Rains, amico del protagonista. Un'altra compagna di corso dei due, Judy Davis, dichiarò in seguito di essersi presentata all'audizione e di essere stata scartata, ma Miller smentì, affermando che la ragazza fosse venuta alle audizioni per accompagnare Gibson e Bisley.
Molti dei motociclisti presenti nel film erano davvero membri delle bande di motociclisti fuorilegge che popolavano le superstrade australiane; siccome il budget non permetteva spostamenti aerei, questi dovettero spostarsi a spese proprie da Sydney fino a Melbourne, luogo delle riprese. Tre dei membri del cast, Hugh Keays-Byrne, Roger Ward e Vincent Gil, avevano partecipato a Stone, film di culto australiano su una banda di motociclisti, annoverato tra le fonti d'ispirazione di Miller.

#### Veicoli

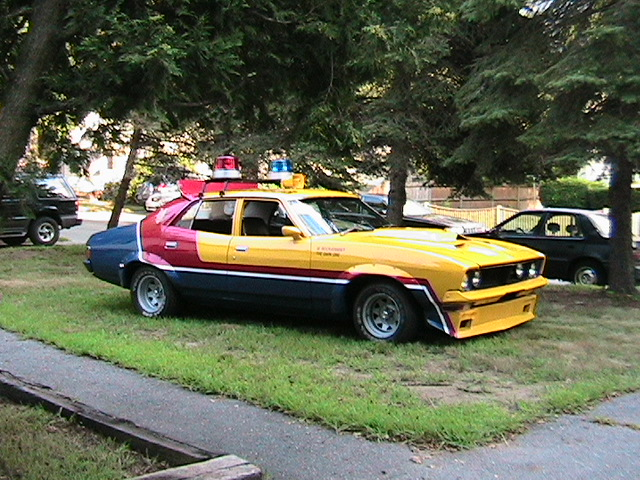
Riproduzione dell'Interceptor a Boston, Mass

La V8 Interceptor è il veicolo speciale usato da Max per vendicarsi: l'auto presenta nel film una potenza di 600 cavalli. Costruita sulla base di una Ford Falcon XB GT Coupé del '73, l'auto entra in scena per circa un quarto d'ora. Il suo compressore volumetrico, che le permetteva di essere veloce come un aeroplano, è l'unico elemento di fantascienza vera e propria che si presenta nel film, benché molti veicoli dragster possano in realtà essere anche più potenti. La sua prima apparizione è nel garage della Main Force Patrol. Successivamente, la macchina non viene più menzionata o vista fino a quando Max la preleva illegalmente per compiere la vendetta. Alcune sequenze di azione paiono velocizzate per creare l'effetto della velocità, ma in realtà la macchina originale (con ben 300 cavalli di potenza) viaggiava davvero spedita. Nel film era guidata dallo stunt man australiano Grant Page, che riuscì a realizzare scene come il testacoda con successiva sgommata e l'inseguimento di Toecutter con la macchina che spunta alle spalle del biker come un rapace intento a catturare la preda. Nell'arco della storia, la V8 (nota anche come Pursuit Special) è stata annoverata come una delle auto più belle mai apparse in un film, e in Australia e altri paesi fanno a gara per accaparrarsi una vecchia Ford Falcon o anche una Fairmont (stessa auto, con nome diverso) per realizzarne una replica. Benché la V8 sia stata realizzata per il film e quindi mai prodotta in serie, risulta essere la macchina australiana più famosa al mondo. L'originale risiede al Cars of the Stars Museum, in Inghilterra, benché sia stata restaurata in maniera erronea in alcuni particolari (tra i tanti, ha i serbatoi di benzina del secondo film, ma la minigonna anteriore del primo), e quindi le caratteristiche della Interceptor usata nella pellicola sono reperibili solo in alcune repliche molto accurate.

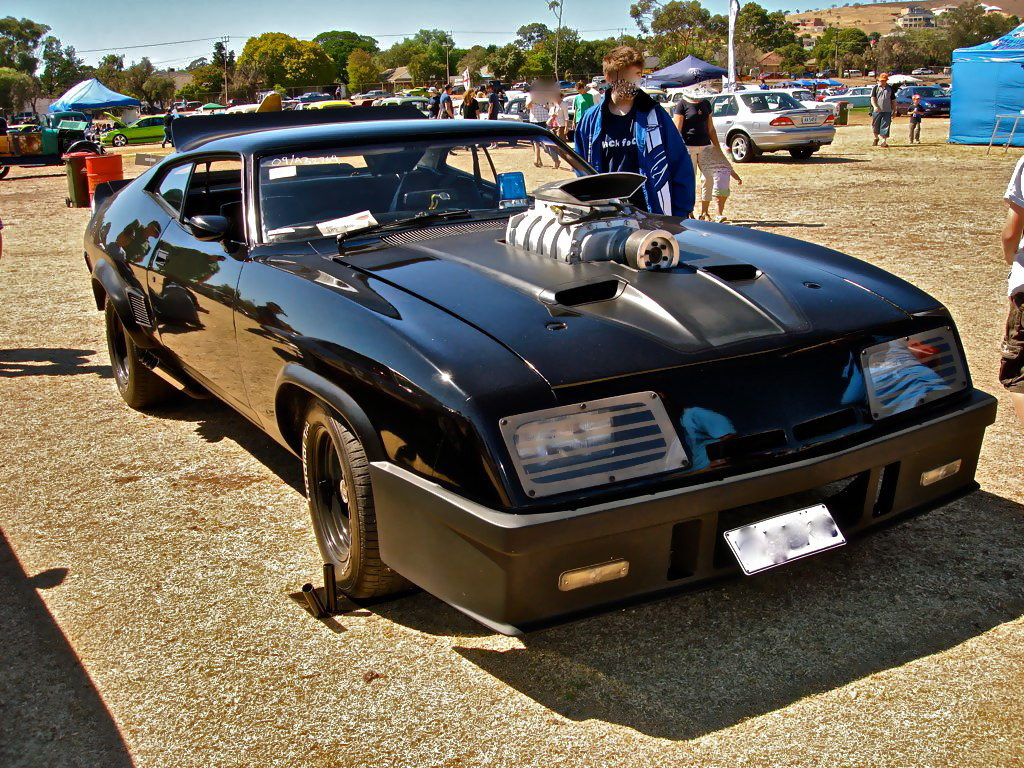
Riproduzione della Pursuit Special fuori dal Silverton Hotel, nel New South Wales

Nel film vengono usati anche molti altri veicoli, tra i quali le auto della Main Force, di colore giallo con strisce blu e rosse. Quella di Max è riconoscibile per una scritta – "Rockatansky The Dark One" – sul parafango anteriore, e si tratta di una Ford Falcon XB Sedan del '74, e risulta del tipo Interceptor (‘intercettatore’). Quella usata da Sarse e Scattle è invece una Ford Falcon XA Sedan del '72 e viene annoverata come una Pursuit (‘inseguimento’). L'auto nera che usa Nightrider è una Holden HQ LS Monaro e si trattava di una Pursuit Special a metano usata dalla Main Force e rubata dallo stesso Nightrider. Le motociclette usate dalla gang di Toecutter sono Kawasaki serie Z e Honda serie CB.

### Riprese
Originariamente le riprese sarebbero dovute durare dieci settimane (sei settimane di riprese di prima unità e quattro di stunts e scene d'inseguimento automobilistico). Tuttavia, quattro giorni prima delle riprese, Rosie Bailey, scelta per il ruolo di Jessie Rockatansky, si infortunò in un incidente in bicicletta. La produzione la rimpiazzò con Joanne Samuel, ma questo causò un ritardo di due settimane.
Alla fine le riprese durarono sei settimane tra novembre e dicembre 1977, con altre sei settimane di riprese seconda unità. Vi furono altre due settimane di riprese nel maggio 1978, per girare nuovamente alcuni stunts. Miller descrisse l'esperienza delle riprese come puro "guerrilla filmmaking"; tra le altre cose, gli addetti alle riprese chiudevano le strade pubbliche scelte per girare senza permessi di sorta e non usavano walkie-talkie perché le loro frequenze coincidevano con quelle della polizia. Ciononostante, man mano che le riprese procedevano, la Victoria Police si interessò alla produzione, aiutando la troupe a chiudere le strade e scortando le auto. Per via del basso budget a disposizione, tutte le uniformi della MFP presenti nel film furono realizzate in cloruro di polivinile, con le sole eccezioni riguardanti quelle indossate dalle controfigure di Bisley e Gibson.
Le riprese si tennero principalmente a Melbourne e nei dintorni. La maggior parte delle scene di inseguimento automobilistico fu girata nei pressi della città di Little River, Victoria. Le scene cittadine iniziali con la gang di Toecutter vennero girate nella vicina Clunes. Alcune scene furono girate a Stockton.
Interceptor fu uno dei primi film australiani ad essere girato con l'utilizzo di lenti anamorfiche. Il desiderio di Miller di filmare con lenti anamorfiche gli fece cercare un set di obiettivi grandangolari Todd-AO utilizzati da Sam Peckinpah per girare Getaway! (1972), che tuttavia erano per la maggior parte danneggiate. L'unico perfettamente integro era un 35mm, che Miller finì per usare per filmare Interceptor.

### Post-produzione
La post-produzione del film avvenne nell'appartamento di un amico a Melbourne Nord, con Wilson e Kennedy che si occupavano del montaggio con una macchina per il montaggio video fatta in casa, ideata per loro dal padre ingegnere di Kennedy. Wilson e Kennedy si occuparono anche del montaggio sonoro. Anche Tony Patterson lavorò come montatore per quattro settimane, ma dovette abbandonare il progetto perché in conflitto con l'impegno preso con il film Dimboola. George Miller prese il suo posto assieme a Cliff Hayes, e i due lavorarono al montaggio per tre mesi. A Kennedy e Miller spettò la decisione del final cut, con il primo che "lavorava sul sonoro nella sala da pranzo, mentre io [Miller] montavo la parte video in cucina." Roger Savage si occupò del missaggio, utilizzando per la prima volta il timecode SMPTE in un film australiano.

## Colonna sonora
La colonna sonora di Interceptor fu realizzata dal compositore australiano Brian May. Il regista George Miller voleva una colonna sonora "gotica, alla Bernard Herrmann", e scelse May colpito dal suo lavoro nel film Patrick. "Nonostante il poco budget che avevamo a disposizione siamo andati avanti ed abbiamo lavorato a lungo", commentò May: "è stato meraviglioso lavorare con George; aveva numerose idee valide sul da farsi nonostante non fosse un musicista." Un album contenente la colonna sonora è stato distribuito nel 1980 da Varèse Sarabande.
1. Main Title – 2:03
2. Max the Hunter – 2:10
3. Max Decides On Vengeance – 2:40
4. The Final Chase – 1:47
5. The Terrible Death of Jim Goose – 1:02
6. We'll Give 'Em Back Their Heroes – 1:13
7. Pain and Triumph – 2:15
8. Dazed Goose – 0:35
9. Foreboding in the Vast Landscape – 2:08
10. Declaration of War – 1:30
11. Flight from the Evil Toecutter – 2:25
12. Pursuit and Tragedy – 1:55
13. Jesse Alone, Uneasy and Exhausted – 1:40
14. The Beach House – 1:55
15. The Nightrider Rave – 1:20
16. Jesse Searches for Her Child – 0:55
17. Rampage of the Toecutter – 1:47
18. The Crazing of Johnny the Boy – 2:05
19. Outtakes Suite (traccia bonus contenuta nella riedizione in CD del 1993) – 6:00

## Distribuzione
Interceptor venne distribuito in Australia da Roadshow Entertainment (ora Village Roadshow Pictures) il 12 aprile 1979.
I diritti di trasmissione del film furono venduti oltreoceano per 1.8 milioni di dollari, e venne distribuito negli Stati Uniti dall'American International Pictures e dalla Warner Bros. nel resto del mondo.
In Italia venne distribuito dal 17 gennaio 1980 con il nome Interceptor, sebbene la pellicola risultasse incentrata su Max più che sulla sua auto. Siccome nel secondo film, Interceptor - Il guerriero della strada, l'auto eponima viene distrutta, l'ultimo film venne proposto come Mad Max - Oltre la sfera del tuono, unico titolo fedele all'originale della serie.

### Date di uscita internazionali
- 12 aprile 1979 in Australia (Mad Max)
- 10 dicembre 1979 in Regno Unito (Mad Max)
- 14 dicembre 1979 in Irlanda (Mad Max)
- 15 dicembre 1979 in Giappone
- 16 gennaio 1980 in Portogallo (Mad Max - As Motos da Morte)
- 17 gennaio 1980 in Italia (Interceptor), Paesi Bassi
- 5 febbraio 1980 in Spagna (Mad Max: Salvajes de autopista)
- 15 febbraio[1980 a Hong Kong
- 29 febbraio 1980 in Germania Ovest (Mad Max)
- 5 marzo 1980 in Danimarca (Mad Max)
- 21 marzo 1980 negli USA (Mad Max)
- 26 luglio 1980 in Corea del Sud
- 19 agosto 1980 in Colombia
- 15 settembre 1980 in Brasile
- 13 gennaio 1982 in Francia
- 4 febbraio 1982 in Argentina (Mad Max)
- 20 maggio 1982 in Belgio
- 1984 in Finlandia
- novembre 1984 in Turchia (Çilgin Maks)
- 11 settembre 1986 in Ungheria (Mad Max)

### Adattamento
Il film fu ampiamente alterato dai distributori statunitensi per renderlo più appetibile al pubblico di casa, fatto che compromise buona parte della circolazione nel resto del mondo. In particolare fu totalmente ridoppiato da voci statunitensi, con variazioni di terminologia (vennero eliminate tutte le espressioni in slang australiano) e di toni. Nella versione italiana alcuni particolari vennero modificati, come i nomi delle pattuglie e dei membri della gang di motociclisti.
La versione audio originale venne riproposta in Nord America nel 2000, in occasione di un ritorno in sala della pellicola ad opera della Metro-Goldwyn-Mayer, allora detentrice dei diritti del film. Successivamente, tale traccia audio è stata inclusa anche nelle edizioni home video del film.

### Divieti e censura
Il film fu proibito in Nuova Zelanda e Svezia; nella prima a causa della scena in cui Goose viene bruciato all'interno del suo veicolo, poiché un fatto di cronaca simile, riguardante sempre uno scontro tra gang, si era recentemente verificato al momento della distribuzione del film. Il bando fu poi rimosso nel 1983 in seguito al successo del sequel, e il film venne semplicemente vietato ai minori di 18 anni. Nel secondo caso, il bando durò fino al 2005.
In Italia il film fu vietato ai minori di 18 anni e sottoposto a una forte censura; in particolare, risulta di difficile comprensione la scena finale, dove Johnny "The Boy" tenta di tagliarsi una gamba prima di – presumibilmente – morire nell'esplosione dell'auto a cui è stato incatenato. Nella versione censurata, parte degli eventi è rimossa rendendo la sequenza più confusa e la questione della sopravvivenza del malvivente notevolmente più aperta. In Italia, sul piccolo schermo, è stato trasmesso in forma censurata anche sui canali satellitari, a eccezione di Studio Universal, che lo propone in versione integrale.

## Accoglienza

### Incassi
Il film fu un successo esorbitante; a fronte di un costo di produzione di 200-400 000 dollari, incassò ben 5 335 490 dollari al botteghino australiano e raggiunse in poco tempo il record d'incassi mondiale di oltre 100 milioni di dollari. Entrò nel Guinness dei primati come il film con il minor costo con i migliori incassi, superato solo vent'anni dopo, nel 1999, da The Blair Witch Project - Il mistero della strega di Blair.

### Critica
Il film divise la critica; in una recensione del 1979, il critico sociologico e produttore cinematografico australiano Phillip Adams fu molto duro con il film, definendo la sua carica emotiva "degna del Mein Kampf" e che sarebbe diventato "il film preferito di stupratori, sadici, infanticidi e aspiranti Charles Manson". Oltreoceano, Tom Buckley del New York Times lo definì "brutto e incoerente".  Al contrario, Variety apprezzò il debutto alla regia di Miller.
Interceptor vinse tre Australian Film Institute Awards nel 1979 (miglior montaggio, miglior sonoro, e miglior colonna sonora), venendo candidato per il miglior film, miglior regista, miglior sceneggiatura originale e miglior attore non protagonista (Hugh Keays-Byrne). Il film vinse inoltre il premio speciale della giuria al Festival internazionale del film fantastico di Avoriaz.
Sull'aggregatore di recensioni Rotten Tomatoes ha un indice di gradimento del 90% basato su 70 recensioni, con un voto medio di 7,7 su 10. Su Metacritic ottiene un punteggio di 73 su 100 basato su 14 recensioni.
Il film è stato incluso in diverse liste dei "migliori film di tutti i tempi" da parte di numerosi critici internazionali, tra cui il New York Times, The Guardian, i 100 All-Time Favorite Movies di Taschen, e i 1001 Movies You Must See Before You Die.

## Influenza culturale
Negli annali del cinema australiano, Mad Max è il film di maggior successo di sempre, fatto che lo ha trasformato in elemento culturale, tanto che in Australia è celebrato anche con ritrovi, feste e parate, nonché innumerevoli tributi.
Nel corso degli anni la pellicola è diventata subito un vero cult grazie anche all'uscita del secondo film della serie, Il guerriero della strada, che presentava elementi ulteriori rispetto al primo, come il ritorno al medioevo barbarico, che avrebbero poi ispirato molte altre pellicole riguardanti un futuro apocalittico tra cui 1997: Fuga da New York, Terminator e la serie di videogiochi di ruolo Fallout, per le loro ambientazioni in scenari violenti e barbarici. Strettamente e direttamente debitore a Mad Max è in particolare anche il celebre manga e anime Ken il guerriero, la cui ambientazione e alcuni personaggi ricordano molto da vicino quelli del film di Miller.
I film di Robert Harmon The Hitcher - La lunga strada della paura e Highwaymen - I banditi della strada sono notevolmente ispirati al film. In particolare, nell'ultimo caso, la trama vede il protagonista dare la caccia allo psicopatico che gli ha ucciso la moglie investendola, vendicandosi a bordo di un'auto, qui una Plymouth Barracuda potenziata. Anche il film del 2008 Death Race, sebbene sia un remake del classico Anno 2000: La corsa della morte (1975), antecedente all'opera di Miller, contiene numerosi riferimenti e citazioni ai primi due film della serie nel design dei nemici e dei veicoli.
Vi sono poi alcuni film che, pur non riprendendo l'ambientazione di Interceptor, ne sono comunque ispirati. In Saw - L'enigmista, a uno dei protagonisti viene offerta l'ingannevole possibilità di salvarsi amputandosi il piede piuttosto che il perdere tempo a segare la solida catena che lo imprigiona, esattamente ciò che Max propone a Johnny nel finale. Entrambi i creatori di Saw, James Wan e Leigh Whannell, hanno dichiarato che tale scena è stata la principale fonte di ispirazione dell'intera serie. In Top Gun, il migliore amico del protagonista è biondo e viene soprannominato Goose, esattamente come il personaggio di Steve Bisley in Interceptor. Inoltre, in entrambi i film, la morte di Goose è uno dei motori che spinge il protagonista alla realizzazione del suo obiettivo.
Gibson grazie al successo del film divenne una star mondiale il cui volto veniva associato a quello del poliziotto Max Rockatansky.
Il videoclip del singolo del 2001 dei Puretone Addicted to Bass ricalca l'inseguimento iniziale del film, con tanto di Pursuit Special e di due Falcon XB, dipinte con i colori della Main Force Patrol. Nel 2009 l'artista Shaun Gladwell ha esposto alla Biennale di Venezia il suo allestimento, MADDESTMAXIMVS. Ispirato al film, era composto da diversi riferimenti artistici alla serie, compreso un videoarte che mostrava una replica scultorea della Pursuit Special. La popstar Kesha ha dichiarato di essersi ispirata ai costumi di Interceptor per il suo Get Sleazy Tour del 2011.